# Västra skogen
Västra skogen - skalna stacja sztokholmskiego metra, położona w gminie Solna, w dzielnicy Huvudsta. Tutaj rozdzielają się dwie niebieskie linie (T10 i T11). Dziennie korzysta z niej około 7 600 osób. Wygląd stacja zawdzięcza Sivertowi Lindblomowi.
Leży na głębokości 40 m, wyjście znajduje się przy Johan Enbergs Väg. Stację otwarto 31 sierpnia 1975, posiada dwa perony. Znajdują się tutaj najdłuższe schody ruchome w całym systemie metra, liczą sobie 66 m długości.
Część Huvudsty z tą stacją metra nazywano wcześniej Ingentingskogen, stacja Västra skogen miała nosić taką nazwę jednak jej nie przyjęto.

## Sztuka
- Cementowe profile twarzy, kompozycje z kolorowych płytek, Sivert Lindblom, 1975[3]
- Przepierzenie między torami, Sivert Lindblom, 1985

### Czas przejazdu
| Linia | Stacja  | Czas przejazdu | Stacja                                   | Czas przejazdu    |
| T10   | Hjulsta | 14 min         | Fridhemsplan T-Centralen Kungsträdgården | 3 min 6 min 8 min |
| T11   | Akalla  | 14 min         | Fridhemsplan T-Centralen Kungsträdgården | 3 min 6 min 8 min |

### Galeria

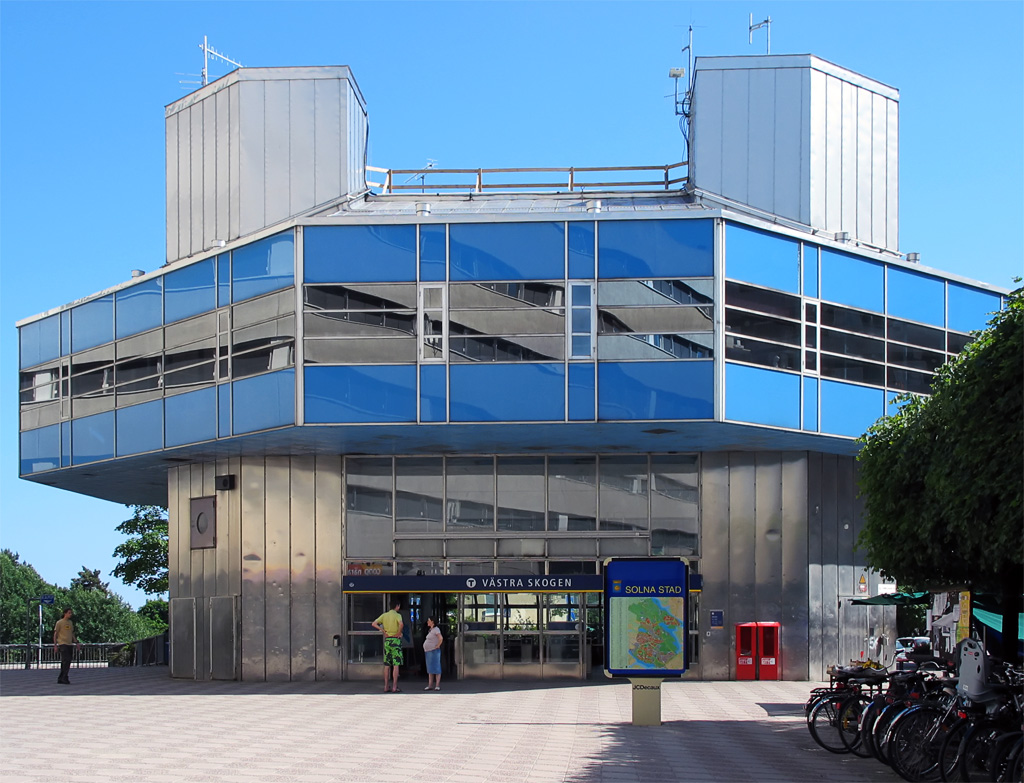
Wejście
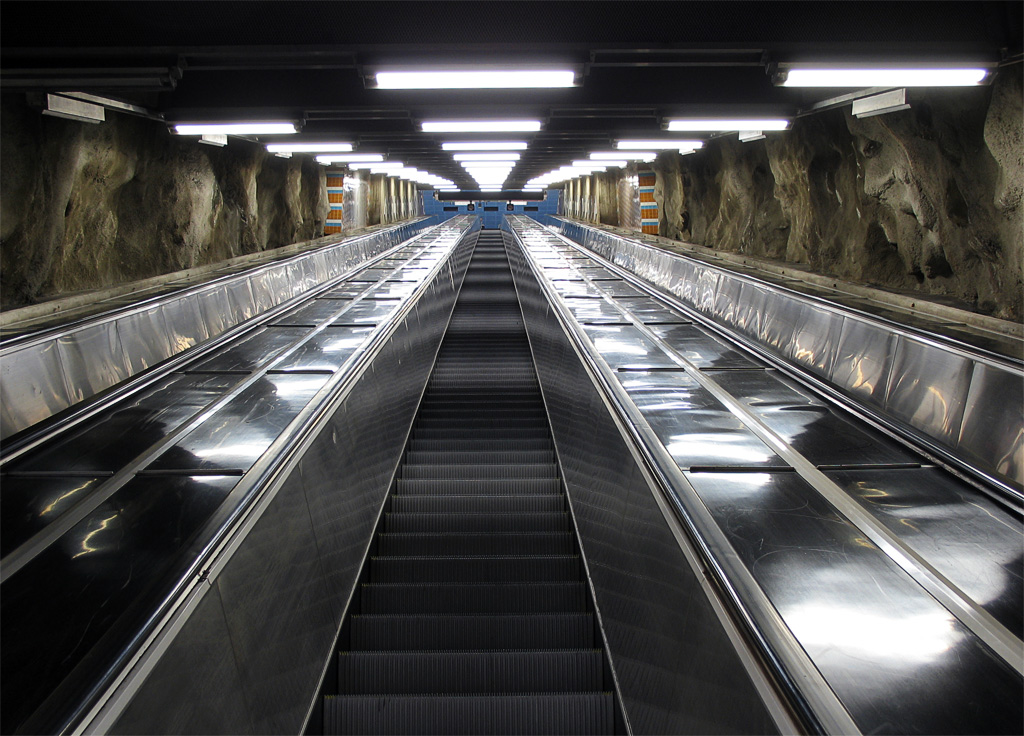
Schody ruchome
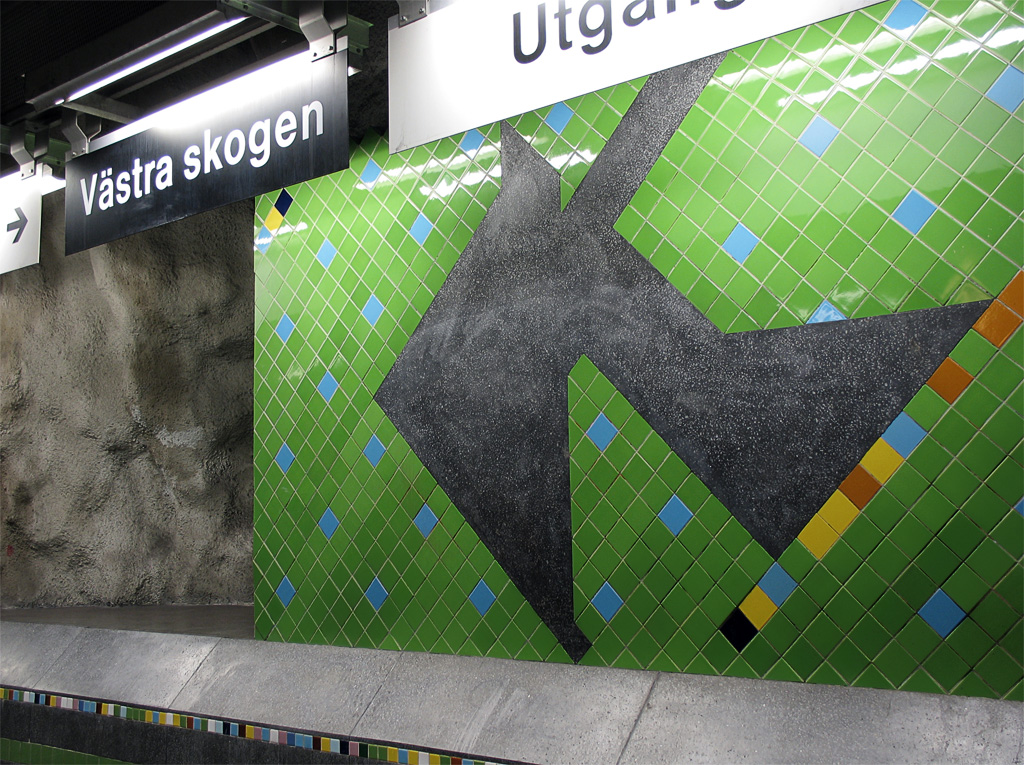
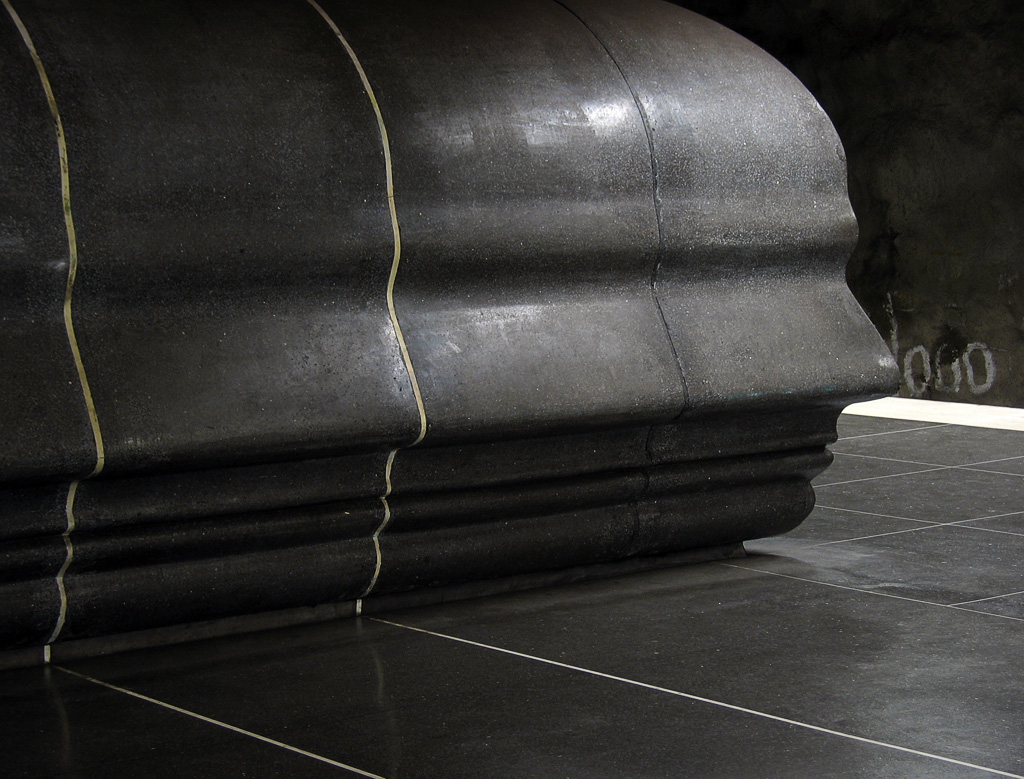
Profil